# قوة الإطفاء العام
قوة الإطفاء العام، هي قوة نظامية عسكرية كويتية غير مُسلّحة، تتبع وزير الداخلية ويتولّى قيادتها رئيس برتبة فريق، ولها ميزانية ملحقة بالميزانية العامة للدولة. نظّم القانون رقم 13 لسنة 2020 الصادر في 6 سبتمبر 2020 طبيعة عملها واختصاصاتها لتحل محل الإدارة العامة للإطفاء. يرأس قوة الإطفاء العام الفريق خالد المكراد ويتطلب تنظيمها تنظيماً عسكرياً.

## تاريخها
كانت قوة الإطفاء العام قبل إنشائها ممثلة في الإدارة العامة للإطفاء، إلى أن صدر القانون رقم 13 لسنة 2020 في 6 سبتمبر 2020، الذي بموجبه جرى حل الإدارة العامة للإطفاء ونقل جميع منتسبيها إلى قوة الإطفاء العام.

## قيادتها
يتولى قيادة قوة الإطفاء العام رئيس برتبة فريق على الأقل ممن خدم في الإطفاء ما لا يقل عن عشرين عامًا، ويكون مسؤولًا عن تنفيذ سياسات وقرارات قانون قوة الإطفاء العام، ويكون له نائب أو أكثر برتبة لواء على الأقل ممن خدموا في الإطفاء ما لا يقل عن عشرين عامًا، ويصدر بتعيينهم مرسوم بناءً على ترشيح الوزير المختص.

## الاختصاصات
حدّد القانون رقم 13 لسنة 2020 بشأن قوة الإطفاء العام، اختصاصات القوة على النحو التالي:
- مكافحة الحرائق وإخمادها والوقاية منها ووضع الخطط والإجراءات الخاصة بها.
- القيام بعمليات الإنقاذ بكافة أنواعها ووضع التدابير المتعلقة بها.
- المحافظة على الأرواح والممتلكات من الحرائق والانهيارات والكوارث بكافة أنواعها وتعدد صورها.
- حماية الثروة الوطنية ومصادرها.
- مساندة ومعاونة الجهات العسكرية في أداء مهامها.
- تقديم العون والمساندة في العمليات الإنسانية وأعمال الإغاثة تجاه المجتمع ضمن الإمكانات المتوفرة وحسب متطلبات الموقف.
- التنسيق مع الجهات المعنية في وضع الخطط اللازمة للوقاية والحد من الآثار المترتبة على أخطار الحروب والكوارث الطبيعية ومواجهتها وإعداد متطلباتها وكيفية إزالة آثارها.
- التنسيق مع الجهات المعنية في اتخاذ التدابير الوقائية والإجراءات الاحترازية للعمل على وقاية البلاد من اخطار الحروب وأسلحة الدمار بما يكفل تأمين سلامة سكان البلاد ومؤسساتها المختلفة.
- التنسيق مع وسائل الإعلام المختلفة والجهات المعنية ذات العلاقة بهدف نشر الوعي الخاص بالوقاية من الحرائق وطرق اخمادها وتنفيذ وسائل وتدابير الحماية المقررة.
- تنظيم دورات لتدريس طرق ووسائل مكافحة الحرائق وإخمادها وتدريس عمليات الإنقاذ والإغاثة في مختلف مراحل التعليم وذلك بالتنسيق مع الجهات المختصة.
- التنسيق مع الجهات المختصة في شأن وضع القواعد المتعلقة بنقل وتداول وتخزين واستعمال المواد الخطرة أو القابلة للاشتعال والأجهزة المتعلقة بهاه.
- وضع الاشتراطات الواجب توافرها في المعدات والأجهزة والمواد الخاصة بمكافحة الحرائق وإخمادها واستيرادها والاتجار بها ومنح التصاريح الخاصة بها.
- فحص عينات المعدات والأجهزة والمواد الخاصة بمكافحة الحرائق وإخمادها لتحديد مدى مطابقتها للاشتراطات وفقا للبند السابق.
- إجراء التجارب وعمل التمارين اللازمة للتحقق من مستوى جاهزية التدريب.

## الشارات

### ضباط الصف
الرتب العسكرية لضباط الصف:
- وكيل عريف
- عريف
- رقيب
- رقيب أول
- وكيل ضابط
- وكيل أول ضابط

### الضباط
الرتب العسكرية لضباط قوة الإطفاء
- ملازم
- ملازم
- نقيب
- رائد
- مقدم
- عقيد
- عميد
- لواء
- فريق
- فريق أول